# 四方津站
四方津站（日语：／ Shiotsu eki */?）是屬於東日本旅客鐵道（JR東日本）中央本線的鐵路車站，位於日本山梨縣上野原市四方津。

## 歷史
- 1910年（明治43年）12月15日：開業，為鐵道省的一個車站。
- 1949年（昭和24年）6月1日：成為日本國有鐵道的一個車站。
- 1960年（昭和35年）4月20日：貨運業務停止辦理。
- 1987年（昭和62年）4月1日：國鐵分割民營化，成為東日本旅客鐵道的一個車站。
- 2001年（平成13年）11月18日：本站可以使用Suica。
- 2009年（平成21年）5月31日：取消綠窗口。

## 車站結構

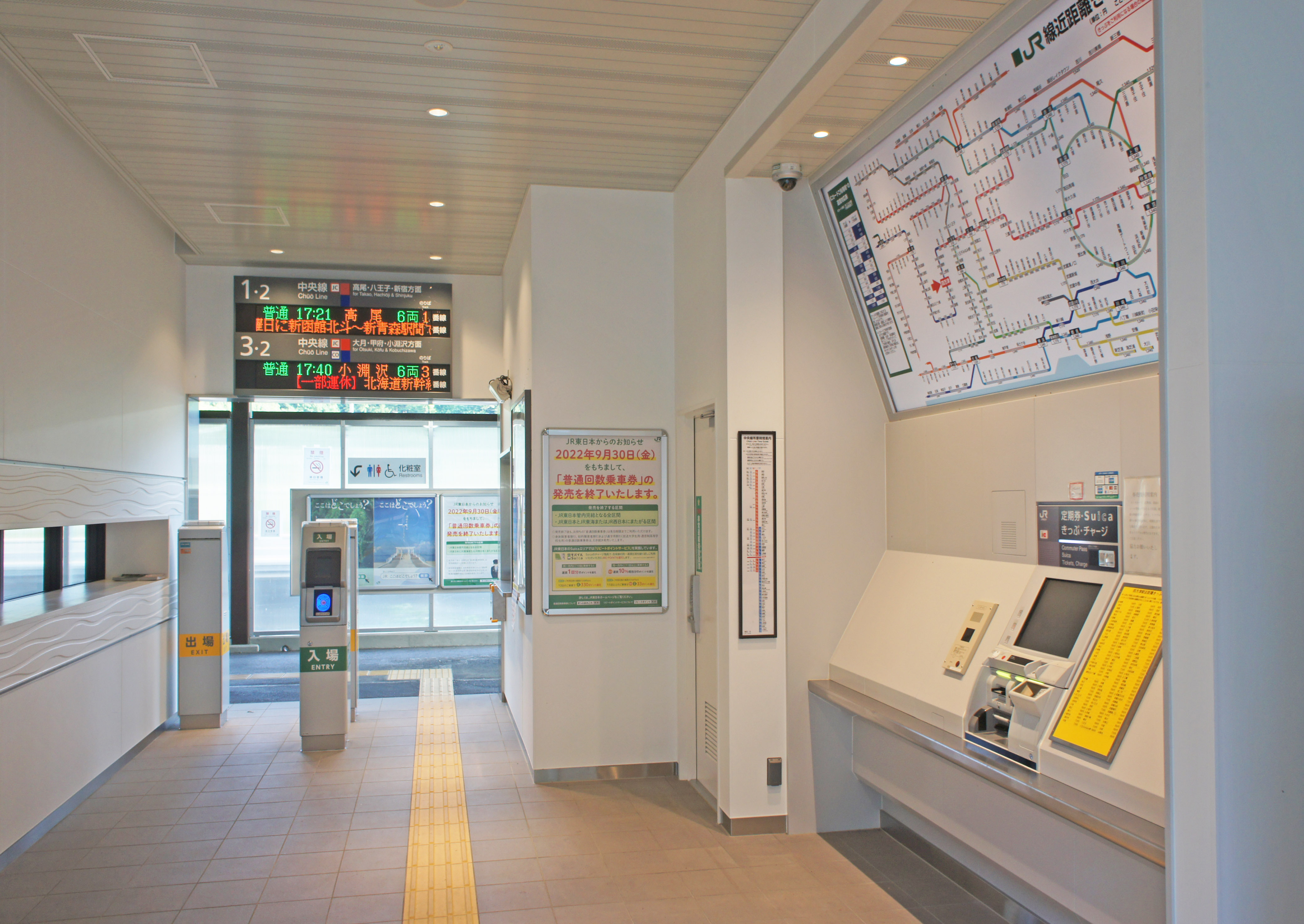
驗票口（2022年7月）
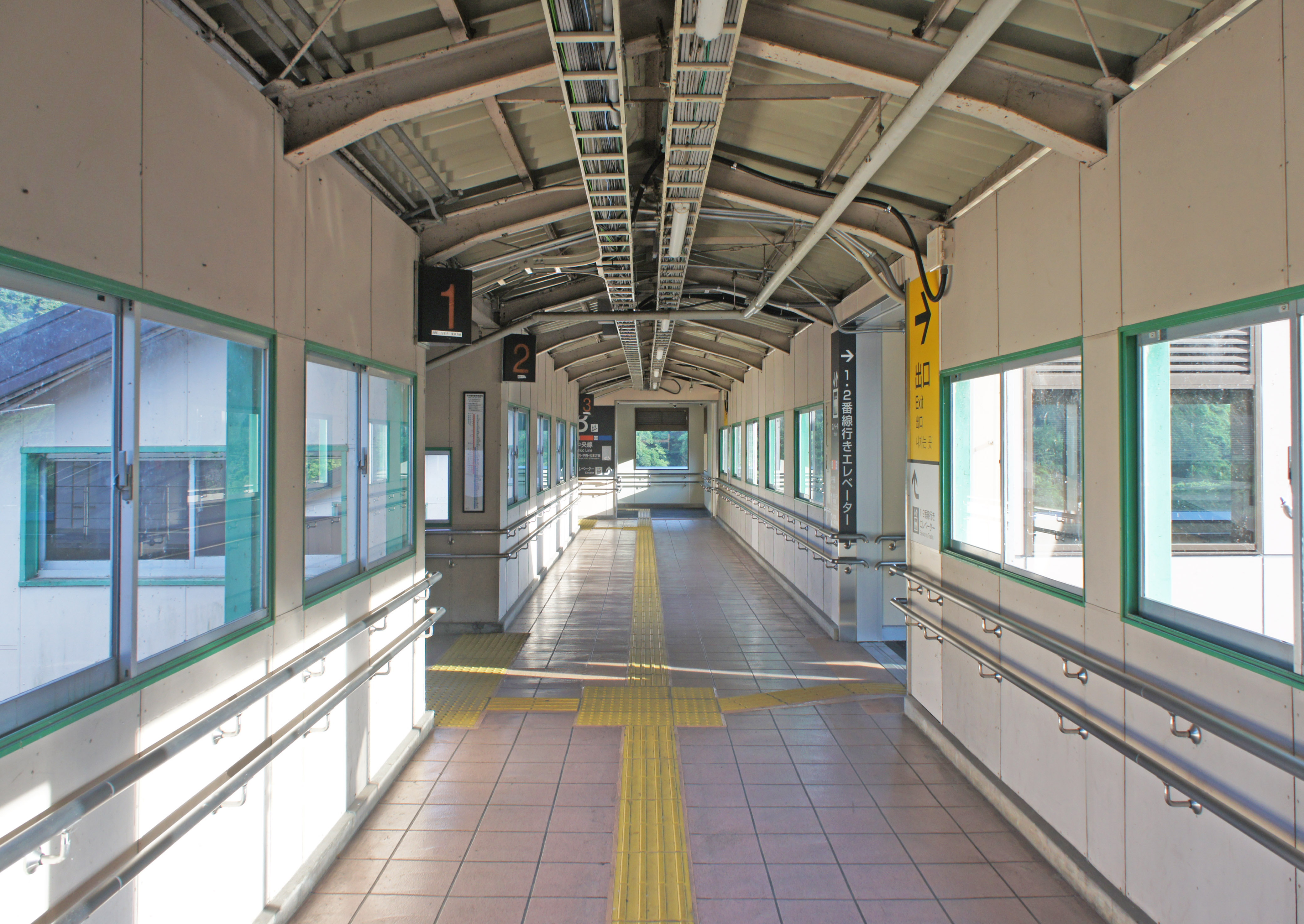
跨線天橋（2022年7月）
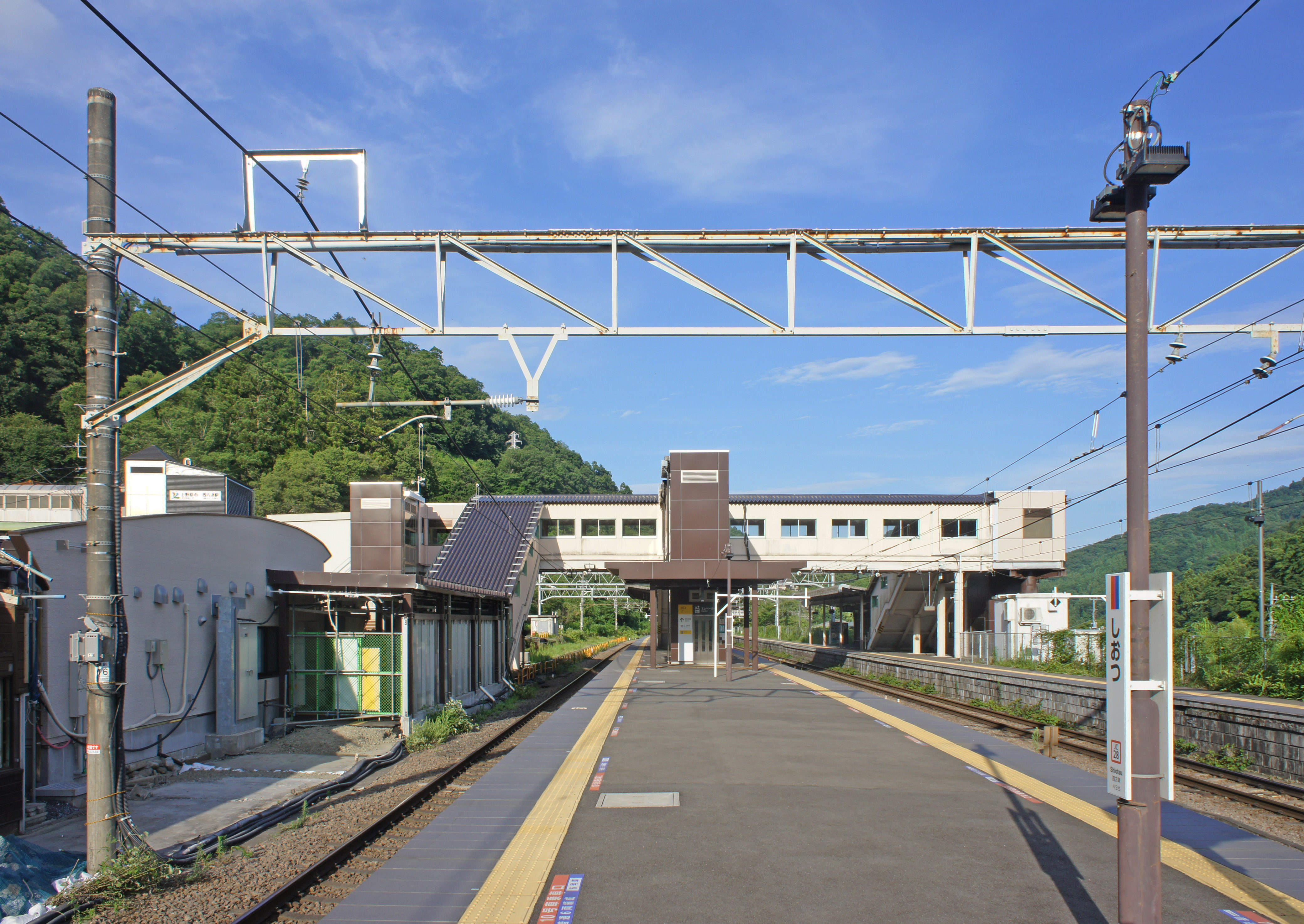
月台（2022年7月）

本站為側式月台1面1線和島式月台1面2線的地面車站，站內設有自動售票機。

### 月台配置
| 股道 | 路線     | 方向 | 目的地                 | 備註 |
| ---- | -------- | ---- | ---------------------- | ---- |
| 1、2 | 中央本線 | 上行 | 高尾、八王子、新宿方向 |      |
| 3    | 中央本線 | 下行 | 大月、甲府、小淵澤方向 |      |

（來源：JR東日本:車站構內圖（页面存档备份，存于））

## 使用情況
根據JR東日本，2019年（令和元年）度1日平均上車人次為1,525人。
近年推移如下表。
| 年度               | 1日平均 上車人次 | 來源     |
| ------------------ | ---------------- | -------- |
| 2000年（平成12年） | 1,950            | [ * 1 ]  |
| 2001年（平成13年） | 1,946            | [ * 2 ]  |
| 2002年（平成14年） | 1,979            | [ * 3 ]  |
| 2003年（平成15年） | 2,026            | [ * 4 ]  |
| 2004年（平成16年） | 2,011            | [ * 5 ]  |
| 2005年（平成17年） | 2,011            | [ * 6 ]  |
| 2006年（平成18年） | 2,007            | [ * 7 ]  |
| 2007年（平成19年） | 2,032            | [ * 8 ]  |
| 2008年（平成20年） | 2,019            | [ * 9 ]  |
| 2009年（平成21年） | 1,933            | [ * 10 ] |
| 2010年（平成22年） | 1,948            | [ * 11 ] |
| 2011年（平成23年） | 1,911            | [ * 12 ] |
| 2012年（平成24年） | 1,870            | [ * 13 ] |
| 2013年（平成25年） | 1,850            | [ * 14 ] |
| 2014年（平成26年） | 1,733            | [ * 15 ] |
| 2015年（平成27年） | 1,759            | [ * 16 ] |
| 2016年（平成28年） | 1,680            | [ * 17 ] |
| 2017年（平成29年） | 1,641            |          |
| 2018年（平成30年） | 1,617            |          |
| 2019年（令和元年） | 1,525            |          |

## 车站周边
- 上野原市立四方津小学
- 上野原市役所
- 国道20号（甲州街道）

## 相鄰車站
東日本旅客鐵道（JR東日本）
  中央本線
■通勤特快（只限上行）、■中央特快、■通勤快速（只限下行）、■快速、■普通
上野原（JC 27）－四方津（JC 28）－梁川（JC 29）

### 使用情況
1. ↑  .   [2020-07-29]. （原始内容存档于2019-12-14）.

JR東日本2000年度以後上車人次
1. ↑  .   [2020-07-29]. （原始内容存档于2019-03-28）.
2. ↑  .   [2020-07-29]. （原始内容存档于2019-03-28）.
3. ↑  .   [2020-07-29]. （原始内容存档于2019-03-28）.
4. ↑  .   [2020-07-29]. （原始内容存档于2019-03-28）.
5. ↑  .   [2020-07-29]. （原始内容存档于2019-03-28）.
6. ↑  .   [2020-07-29]. （原始内容存档于2019-03-28）.
7. ↑  .   [2020-07-29]. （原始内容存档于2019-03-28）.
8. ↑  .   [2020-07-29]. （原始内容存档于2019-03-28）.
9. ↑  .   [2020-07-29]. （原始内容存档于2019-03-28）.
10. ↑  .   [2020-07-29]. （原始内容存档于2019-03-28）.
11. ↑  .   [2020-07-29]. （原始内容存档于2019-03-28）.
12. ↑  .   [2020-05-21]. （原始内容存档于2019-03-28）.
13. ↑  .   [2020-07-29]. （原始内容存档于2019-03-28）.
14. ↑  .   [2020-07-29]. （原始内容存档于2019-03-28）.
15. ↑  .   [2020-07-29]. （原始内容存档于2019-03-28）.
16. ↑  .   [2020-07-29]. （原始内容存档于2019-03-23）.
17. ↑  .   [2020-07-29]. （原始内容存档于2019-03-28）.
18. ↑  .   [2020-07-29]. （原始内容存档于2019-03-21）.
19. ↑  .   [2020-07-29]. （原始内容存档于2019-07-05）.
20. ↑  .   [2020-07-29]. （原始内容存档于2020-07-10）.

山梨縣統計年鑑
1. ↑  .   [2020-07-29]. （原始内容存档于2018-03-05）.
2. ↑  .   [2020-07-29]. （原始内容存档于2018-03-06）.
3. ↑  .   [2020-07-29]. （原始内容存档于2018-03-06）.
4. ↑  .   [2020-07-29]. （原始内容存档于2018-03-05）.
5. ↑  .   [2020-07-29]. （原始内容存档于2018-03-05）.
6. ↑  .   [2020-07-29]. （原始内容存档于2018-03-06）.
7. ↑  .   [2020-07-29]. （原始内容存档于2018-03-06）.
8. ↑  .   [2020-07-29]. （原始内容存档于2018-03-06）.
9. ↑  .   [2020-07-29]. （原始内容存档于2020-10-02）.
10. ↑  .   [2020-07-29]. （原始内容存档于2018-03-06）.
11. ↑  山梨県統計年鑑（平成24年）PDF - 150ページ
12. ↑  山梨県統計年鑑（平成25年）PDF - 150ページ
13. ↑  山梨県統計年鑑（平成26年）PDF - 150ページ
14. ↑  山梨県統計年鑑（平成27年）PDF - 150ページ
15. ↑  山梨県統計年鑑（平成28年）PDF - 150ページ
16. ↑  山梨県統計年鑑（平成29年）PDF - 150ページ
17. ↑  山梨県統計年鑑（平成30年）PDF - 150ページ

## 外部連結
- 車站資訊（四方津）：東日本旅客鐵道